# Лазарево (посёлок станции, Тульская область)
Лазарево — поселок станции в Щёкинском районе Тульской области в составе Лазаревского сельского поселения.

## География
Находится в центральной части Тульской области на расстоянии приблизительно 16 км на юг по прямой от города Щёкино, административного центра района у железнодорожной линии Тула-Орёл.

## История
Станция была открыта в 1868 году.

## Население
Постоянное население составляло 37 человек (русские 95 %) в 2002 году, 40 в 2010.